# Skovlyst i Sæby
Skovlyst i Sæby er en skovpavillon i Sæby, som i mange år, dannede rammen om sommerfester, og teater.
I dag anvendes Skovlyst stadig af byens teaterforening. Et voksenkor findes også på Skovlyst.
|  | Denne artikel om en bygning eller et bygningsværk kan blive bedre, hvis der indsættes et (bedre) billede. Du kan hjælpe ved at afsøge Wikimedia Commons for et passende billede eller lægge et op på Wikimedia Commons med en af de tilladte licenser og indsætte det i artiklen. |

|  | Denne artikel kan blive bedre, hvis der indsættes geografiske koordinater Denne artikel omhandler et emne, som har en geografisk lokation. Du kan hjælpe ved at indsætte koordinater i wikidata. |